# Konzervatív Párt (Egyesült Királyság)
A Konzervatív és Unionista Párt (angolul Conservative and Unionist Party), rövid nevükön Konzervatív Párt, rövidebben: konzervatívok vagy Toryk) jobbközép párt az Egyesült Királyságban, amely a konzervativizmus és a brit unionizmus elveit vallja. A Konzervatív Pártot 1834-ben hozták létre a korábbi Tory Pártból, amelyet 1678-ban alapítottak. A Konzervatív Pártot ezért ma is gyakran nevezik úgy, hogy Tory Párt, vagy Toryk. A 19. században a konzervatívok és a Liberális Párt voltak az ország domináns pártjai. Mai nevét akkor kapta a párt, amikor 1912-ben egyesült a Liberális Unionista Párttal, de a hosszú nevet csak ritkán használják és leggyakrabban a Konzervatív Párt néven emlegetik a pártot.
A 20. század elején emelkedett fel és lett a konzervatívok fő vetélytársává a Munkáspárt (Labour Party). A század inkább a Toryké volt: 57 éven igazgatták az országot konzervatív miniszterelnökök, köztük Winston Churchill (1940–1945, 1951–1955) és Margaret Thatcher (1979–1990). Thatcher kormányzása jelentős gazdasági liberalizációt hozott és ez a politika tette a Torykat az ország három fő pártalakulata közül a szabadpiac és az és euroszkepticizmus legjellemzőbb támogatójává. Hosszú munkáspárti uralom után a pártvezető elődeinél liberálisabban gondolkodó David Cameron vezette vissza a konzervatívokat a kormányzásba.
A skót és a walesi parlamentben a Konzervatív Párt ellenzéki pártként van jelen. Észak-Írországban az Ulsteri Unionista Párt szövetségesei, amely alkotója a többpárti északír kormánynak.
A londoni helyi önkormányzatokban, a Londoni Közgyűlésben a Konzervatív Párt helyi szervezete, a Londoni Konzervatívok képviselteti magát.

Pártok támogatottsága az Egyesült Királyságban a szavazatok megoszlása szerint 1832 óta

| Konzervatívok Whigek/Liberálisok/Liberális Demokraták | Munkáspárt Mások |

## Szervezete, tagsága
A Konzervatív Párt szervezetében a szavazókerületi szerveződések dominálnak a pártvezetők és a helyi jelöltek kiválasztásában, a kampányközpont a választási munka finanszírozásáért, szervezéséért és a politika meghatározásáért felelős. A párt vezetője kabinetjével és a adminisztrációjával egyeztetve formálja a párt politikáját. Ez a fajta decentralizált szervezet nem gyakori.
A 20. század folyamán csökkent a párt tagsága. Cameron 2005 decemberi vezetővé választása után ez a trend megfordult, 2006-tól azonban visszatért és a tagság száma még a korábbinál is alacsonyabb szintre esett vissza. 2006-ban a pártnak – a Daily Telegraph szerint – mintegy 290 ezer tagja volt. A tagdíj 25 font sterling, 23 éves kor alatt 5 font.
A pártnak 2004-ben a Választási Bizottság beszámolói szerint mintegy 20 millió font bevétele és 26 millió font kiadása volt.
A párt a Nemzetközi Demokratikus Unió, illetve az Európai Demokrata Unió tagja.

## Története

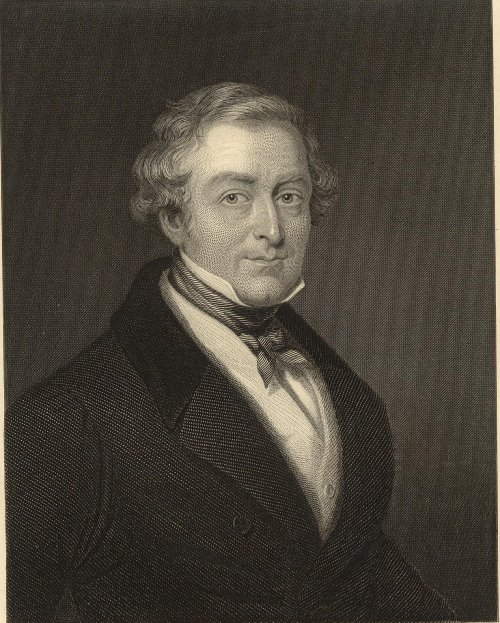
Sir Robert Peel, kétszeres miniszterelnök és a Konzervatív Párt alapítója

### A Whig Párt kezdetei
A Konzervatív Párt a Whig Párt egy olyan frakciójára vezeti vissza eredetét, amely az ifjabb William Pitt (miniszterelnök 1783 és 1801, illetve 1804 és 1806 között) működése környékén jött létre. Ezt a csoportot a "Független Whigek", "Mr. Pitt Barátai", "Pittisták" neveken emlegették, illetve Pii halála után a "Tory" név jött használatba. Az utóbbi név utalás volt a Tory pártra, amely 1678-ban jött létre, de a Pittisták és a Tory párt közt nem volt szervezeti folytonosság. 1812-től a "Tory" nevet a Pittet követő formációra használták.
Az új párt nem minden tagja örült a "Tory" névnek. A "Konzervatív" nevet először George Canning használta az 1820-as években és az 1830-as években John Wilson Croker ajánlotta a párt nevének. Sir Robert Peel alatt vált hivatalos névvé, Sir Robert Peel idejében, a Tammworthi Manifesztummal. Peelt a Konzarvatív Párt alapítójaként tartják számon.

### Konzervatívok és unionisták

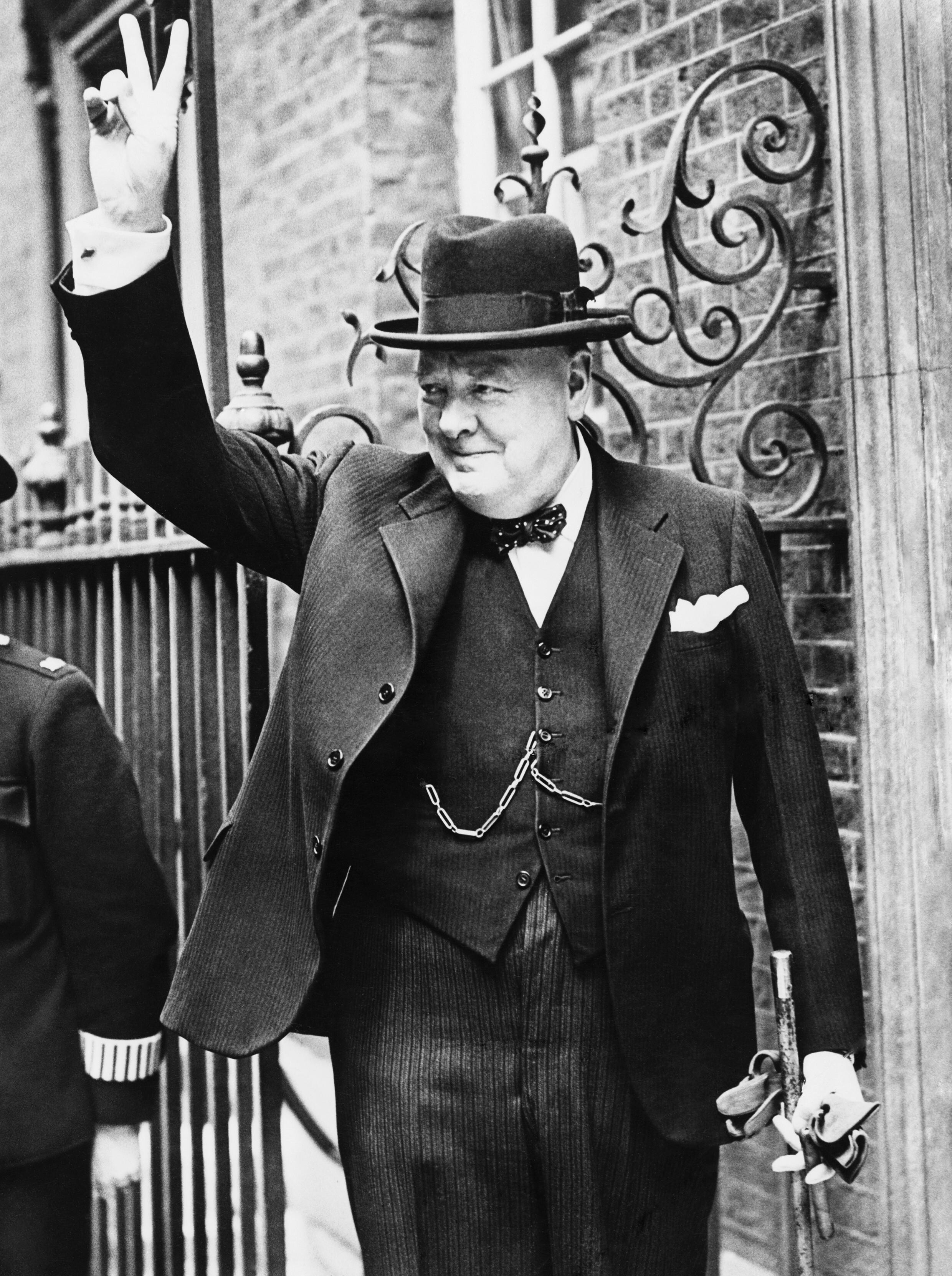
Sir Winston Churchill, kétszeres miniszterelnök

A választójog 19. századi kiszélesítése azt követelte a Konzervatív Párttól, hogy szélesebb körben népszerűsítse politikáját Lord Derby és Benjamin Disraeli alatt, akik egyébként maguk is hozzájárultak a kiterjesztéshez az 1867-es reformtörvénnyel (angolul Reform Act 1867). 1886-ban a párt szövetségre lépett a Lord Hartington (a későbbi Devonshire hercege) és Joseph Chamberlain fémjelezte Liberális Unionista Párttal. Lord Salisbury és Arthur Balfour idejében, a következő két évtizedben három év híján, a szövetségesek együtt kormányoztak, az 1906-os választásokon azonban súlyos vereséget szenvedtek, miután a szabadkereskedelem ügye erősen megosztotta őket. 1912-ben a Konzervatív Párt mégis egyesült a liberális unionistákkal.
Az első világháború idején a konzervatívok együtt kormányoztak a liberálisokkal egy összpárti kormányban és a koalíciós együttműködés folytatódott a liberális miniszterelnök David Lloyd George alatt is (a liberálisok egyik felével), 1922-ig. Ekkor Bonar Law és Stanley Baldwin vezetésével felbontották a koalíciót és egy másik koalíciót vezetve a konzervatívok 1931-ig kormányoztak, a Liberálisok és a Munkáspárt nemzeti szárnyai által támogatva. 1940 májusában egy kiegyensúlyozottabb koalíciót hoztak létre, a Nemzeti Kormány, amely Winston Churchill vezetésével átnavigálta az országot az egész második világháborún. Az 1945-ös választásokat azonban a Munkáspárttal szemben elveszítette.
Miután a konzervatívok visszatértek a hatalomba az 1951-es választásokon, támogatták a Munkáspárt 'jóléti állam' politikájának és ipari államosítási programjának egy részét, habár Winston Churchill, Robert Anthony Eden, Harold Macmillan és Sir Alec Douglas-Home továbbra is a viszonylag liberális kereskedelmi szabályozás és a kisebb állami szerepvállalás politikáját folytatták az 1950-es években és az 1960-as évek elején. MacMillan kísérletét az Európai Gazdasági Közösséghez 1963 elején a francia elnök Charles de Gaulle torpedózta meg.
1965-ben a Konzervatív Párt egyesült a skót Unionista Párttal is.

### Edward Heath
Edward Heath 1970 és 1974 közt regnáló kormánya arról marad emlékezetes, hogy sikerült bemanővereznie az országot az Európai Gazdasági Közösségbe, bár ugyanakkor a párt jobboldala elégedetlen volt azzal, hogy a kormány nem tudta megfékezni a szakszervezeteket, miközben a brit ipar hanyatlásának következtében elharapóztak a sztrájkok, és 1973-ban a gazdaság két évig tartó recesszióba süllyedt.
Az EU-hoz, illetve elődjéhez való csatlakozás óta a tagság heves viták céltáblája a Konzervatív Párton belül.
Heath az 1970-es választásokon került hatalomra és csak 1975 közepén kellett volna kiírni a következő választást, Heath azonban úgy döntött, hogy már 1974-ben választásokat rendezzenek, hogy elegendő támogatást szerezzen, miközben a bányászok sztrájka következtében nőtt az országban a feszültség. A végeredmény kudarc lett, mivel a "villámválasztás" patthelyzettel végződött és a Munkáspárt a konzervatívoknál néggyel több képviselői helyre tett szert, bár az előbbiek több szavazatot kaptak. Heath napokkal a választások után lemondott, mivel nem tudta megnyerni a Liberális Párt támogatását koalíciós kormány alakítására. Így Harold Wilson és a Munkáspárt kisebbségi kormányt alakítva visszatérhetett a hatalomba. Heath az 1974 októberi választásokon kísérletet tett a visszatérésre, de alulmaradt, mivel a Munkáspárt három mandátumos többséget szerzett.

### Margaret Thatcher

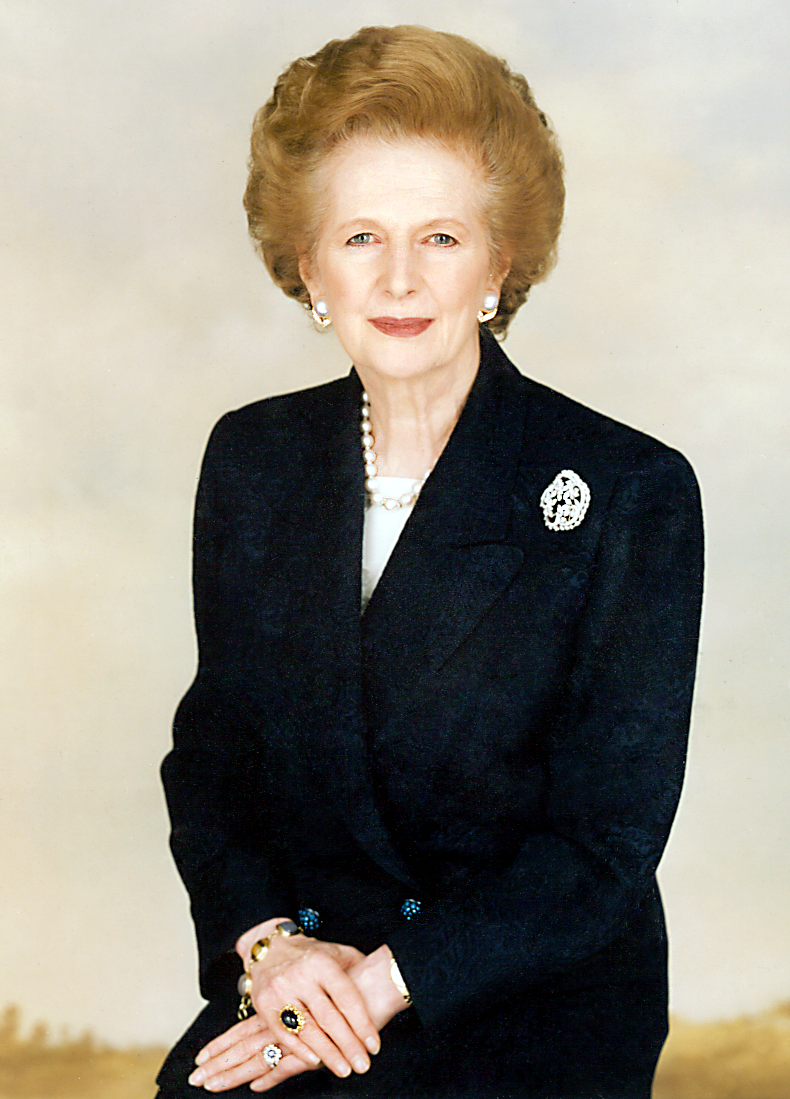
Margaret Thatcher, az Egyesült Királyság miniszterelnöke 1979 és 1990 között

Margaret Thatchert 1975-ben választották a Konzervatív Párt elnökévé és az 1979-es választásokon győzelemre vezette a pártot. A megválasztását megelőző években az országban folyamatosan magas volt az infláció (vezetővé választása idején 20 százalék, és előtte csak ritkán volt 10 százalék alatt a ráta), emelkedett a munkanélküliség és 1978-79 fordulóján az Elégedetlenség Tele néven ismert nagy sztrájkhullám söpört végig az országon.
Miniszterelnökként Thatcher a thatcherizmus néven ismert politikai ideológia megteremtője volt. Az alapul szolgáló társadalmi és gazdasági eszméket az Egyesült Államoktól kölcsönözték. Thatcher meggyőződése az volt, hogy egy túlságosan szocialista politika hosszútávú hanyatlásra ítélné a brit gazdaságot. Kormánya a gazdasági liberalizmus elvei alapján politizált, a szabad piac elveit alkalmazta a közszolgáltatásokat illetően is, ami állami tulajdonban lévő gazdasági ágak és közszolgáltató cégek privatizációjához vezetett, és a szakszervezetek hatalmának megnyirbálására törekedett. Thatcher azt vallotta, hogy a szakszervezetek akkori politikája megakasztja a gazdaság fejlődését, mert vadsztrájkokhoz vezet, mesterségesen magas szinten tartja a béreket és veszteséges iparágakat tart életben.
Thatcher még két elsöprő választási győzelemre vezette pártját, 1983-ban és 1987-ben. Népszerűségének sokat segített többek közt az, hogy 1982-ben győzelemre vezette az országot a falklandi háborúban és annak, hogy az állami lakások bérlőinek lehetővé tette a lakások piaci értéknél olcsó megvásárlását. A társadalom egyes szegmenseiben azonban nagyon népszerűtlen volt, mert a munkanélküliség az 1930-as évek óta legmagasabb szintjére szökött fel és gazdasági reformjait követően hárommillió felett tetőzött. Sokan nem szerették azért sem, ahogy az 1984-85-ös bányászsztrájkot kezelte. Miközben 1979 és 1982 közt megduplázódott a munkanélküliség, ez jórészt amiatt történt, mert Thatcher gazdaságpolitika harcba szállt a brit gazdaságot az 1970-es években romboló magas infláció ellen. Az 1979-es választás idején az infláció modernkori csúcspontján, 27 százalékon állt. 1983 elejére 4 százalékra esett.
Miközben a konzervatívoknak nagy kihívásokkal kellett szembenézniük a kormányzásban, az 1980-as évek elején válságban volt ellenzékük, a Munkáspárt is. 1981-ben 20 szakadár munkáspárti képviselő létrehozta a Szociáldemokrata Pártot (SDP), amely gyorsan szövetségre lépett a Liberálisokkal. 1982 fordulójára a szövetség megelőzte a közvélemény-kutatásokban a konzervatívokat, de a júniusi győzelem a Falkland-háborúban és a gazdaság magára találása ismét feltornászta a konzervatívok támogatottságát, és az 1983-as választásokat már elsöprő többséggel nyerte a kormánypárt.
Thatcher az 1983-as választást követően nézett szembe az addigi legkomolyabb vetélytárssal, amikor lemondott a Munkáspárt vezetője, Michael Foot és a helyét Neil Kinnock vette át. A Labour megújulása komoly kihívást jelentett a konzervatívoknak, és ezt követően a két párt – illetve néha az SDP-Liberális Szövetség – felváltva vezette a közvéleménykutatásokat.
Az 1987-es választások idejére azonban ismét erősödött a gazdaság, alacsonyabb lett az infláció, csökkent a munkanélküliség és Mrs Thatcher megint csak elsöprő győzelmet aratott.
Gyakran mondják, hogy Thatcher bukását a "Community Charge" néven bevezetett, de elterjedten "poll tax" néven emlegetett helyi adók bevezetése okozta. 1989 nyarán a konzervatívok támogatottsága először esett a Kinnock-vezette Munkáspárté alá 1986 óta és azuhanás 1990-ig folytatódott. Az őszre a Munkáspárt előnye 16 százalékpontra hízott a közvélemény-kutatásokban és a konzervatívoknak 18 hónapjuk volt, hogy megakadályozzák Kinnock választási győzelmét. A gazdaság ekkor csúszott egy újabb recesszióba.
A Konzervatív Párton belüli feszültségek oda vezettek, hogy Thatchernek kihívója támadt a konzervatív parlamenti képviselő Michael Heseltine személyében. Hónapokig tartó spekuláció után Thatcher végül 1990. november 22-én lemondott, hogy egyben tartsa a pártot és megadja az esélyt egy új konzervatív vezetőnek a párt megerősítésére.

### John Major

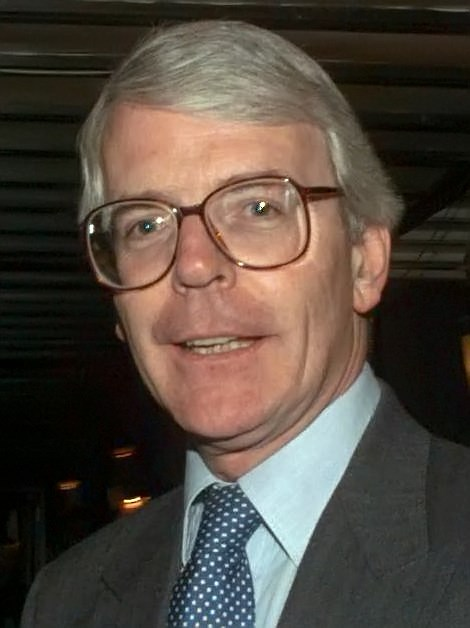
John Major, miniszterelnök 1990 és 1997 között

A párt vezetéséréért indult versengést John Major nyerte 1990. november 27-én és ez csaknem azonnal a konzervatívok támogatottságának az emelkedéséhez vezetett. Hat nappal Thatcher lemondása előtt a MORI közvéleménykutatás 11 százalékpontra tette a konzervatívok hátrányát a Munkáspárttal szemben, két hónapon belül azonban a konzervatívok, ha kis előnnyel is, de visszakerültek a lista élére.
Másfél évvel a következő esedékes választások előtt a brit gazdaság a recesszióba süllyedőben volt, a politikai küzdőtéren ugyanakkor nagy volt a bizonytalanság. A konzervatívok és a Munkáspárt egymást váltották a támogatottsági listák élén, Major pedig ellenállt Kinnock ismétlődő felszólításainak az előrehozott választások kiírására.
A választásokat végül 1992. április 9-én rendezték meg és a konzervatívok megint nyertek, annak ellenére, hogy a gazdaság még mindig recesszióban volt és a közvéleménykutatások munkáspárti győzelmet vagy kisebbségi parlamentet jeleztek előre. Ebben jelentős szerepet játszott Major élénk kampánya, amelynek során azt állította, hogy munkáspárti kormányzás alatt magasabbak volnának az árak és az adók az országban (és amivel a miniszterelnökök között elsőként szerzett 14 millió szavazatot. Egy jelentős újság, The Sun ugyanakkor erős kampányt folytatott Neil Kinnock ellen, aki a választások után le is mondott, és utódja a Munkáspárt élén John Smith lett.
A brit gazdaság mély válságban volt, ami csak az év vége felé kezdett enyhülni. 1992. szeptember 16-án az Egyesült Királyság kénytelen volt kivonni a spekulatív támadások kereszttüzében álló font sterlinget az európai árfolyam-mechanizmusból. Ezt a napot később Fekete szerda névre keresztelték.
Hamarosan mintegy egymillió tulajdonosnak kellett szembenéznie otthonuk elvesztésével, miközben a munkanélküliek száma közel hárommillióra dagadt. A párt elvesztette azt a reputációját, hogy jól kezeli a pénzügyeket, bár 1993 áprilisában a recesszió végét deklarálták, ami gazdasági élénkülést és a foglalkoztatottság emelkedését jelentette.
A médiában egyre gyakrabban vádolták a Konzervatív kormányt korrupcióval. Támogatottsága 1994 végén érte el a mélypontot, amikor a munkáspárti vezér John Smith halála után a helyét Tony Blair vette át. A Munkáspárt támogatottsága 60 százalékig emelkedett és ezzel mintegy 30 százalékponttal előzték meg a konzervatívokat. A következő két évben a munkáspárti előny jelentősen csökkent, hiszen a gazdaság élénkült és a munkanélküliség csökkent, de az 1997-es választások közeledtével a Munkáspárt még mindig biztos győztesnek látszott.
Ennek tetejében a Munkáspárt hatékony kampányt folytatott és addigi legnagyobb választási győzelmét aratta, elsöprő fölénnyel. Skóciában és Walesben a konzervatívok egyetlen képviselői helyet sem szereztek.

### Megint ellenzékben: William Hague
Az elvesztett választás után John Major lemondott pártvezéri tisztéről és utódja William Hague lett. Bár jó debattőr hírében állt, egy Gallup poll azt találta, hogy a válaszadók kétharmada "kicsit ügyefogyottnak" találta, miután olyanokat mondott, mint például az, hogy ifjúkorában egy nap 14 pint sört ivott meg. Még azért is bírálták, mert részt vett a Notting Hill-i karneválon és nyilvánosan baseballsapkát viselt, hogy a fiatal szavazóknak imponáljon. A 2001-es választások előtt röviddel azért került össztűzbe, mert egy beszédében azt jósolta, hogy ha a Munkáspártot újraválasztják, "külföldet" csinál az Egyesült Királyságból.
A választáson a konzervatívok mindössze eggyel növelték mandátumaik számát, csak néhány hónappal azután, hogy a 2000 szeptemberi üzemanyag-tüntetéseket követően a konzervatívok némi előnyre tettek szert a közvélemény kutatásokban a Munkáspárttal szemben.
Hague azt a célt tűzte ki, hogy a konzervatívok 209 mandátumot szerezzenek, ugyanannyit, mint a Munkáspárt az 1983-as választásokon, de a végeredmény ennél 43-mal kevesebb lett. A kudarc után Hague lemondott.

### Iain Duncan Smith és Michael Howard
Iain Duncan Smith (pártvezér 2001 és 2003 között, akit gyakran az IDS rövidítéssel emlegettek, illetve szatirikus éllel mint "a csöndes ember") erősen euroszkeptikus nézeteket valló politikus, de vezetése alatt ez nem osztotta meg a pártot. A konzervatívok egységesen felsorakoztak azon követelés mögött, hogy tartsanak népszavazást az Európai Unió formálódó alkotmányáról.
Duncan Smith nem tudta elvezeti a pártot a soron következő parlamenti választásokig, mert elbukott egy bizalmatlansági indítványon, amelyet olyan parlamenti képviselők terjesztettek be, akik nem bíztak abban, hogy az ő vezetésével meg lehet nyerni a választást. Ez annak ellenére történt, hogy a megelőző hónapokban a konzervatívok fej fej mellett haladtak a Munkáspárttal támogatottságban.
A 2003. november 6-án rendezett belső választáson Micahel Howard egyedül pályázott a pártvezéri tisztre és meg is választották.
Howard vezetésével a párt 0,6 százalékponttal javított választási eredményén a 2005-ös voksoláson, a szavazatok 32,3 százalékát szerezve. Ennél sokkal nagyobb jelentőségű volt, hogy 33-mal több, 198 képviselői helyet szereztek. A Munkáspárti többség 167-ről 66-ra zsugorodott. Angliában a konzervatívok szerezték a legtöbb szavazatot (de nem a legtöbb mandátumot). A "Maga is arra gondol, amire én?" szlogen alatt futó konzervatív kampányt az ausztrál közvéleménykutató Lynton Crosby tervezte. A választás utáni napon, május 6-án Howard bejelentette, hogy nem érezné helyénvalónak megőrizni a pártvezérséget a vereség után. Hozzátette azt is, hogy túl öreg ahhoz, hogy a következő választási kampányba vezesse a pártot, és hogy le fog mondani, miután a párt kidolgozza új belső választási szabályait.

### David Cameron

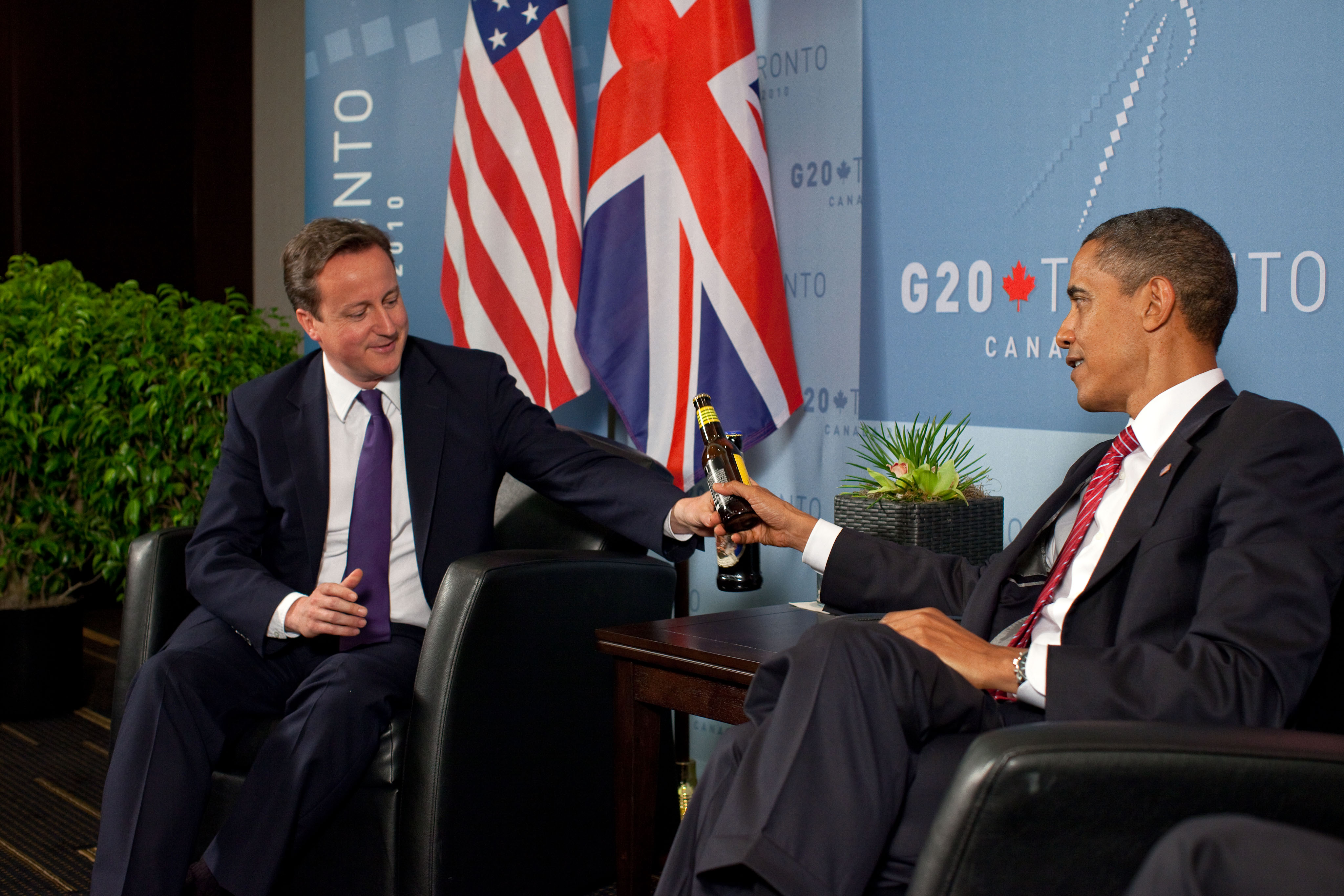
David Cameron és az Egyesült Államok elnöke, Barack Obama koccintással zárnak egy fogadást a labdarúgó-világbajnokság Anglia-USA meccséről egy kétoldalú találkozón a torontói G20-találkozó közben 2010. június 26-án. (A meccs döntetlennel végződött.)

A pártvezérségért indult kampányt David Cameron nyerte. A második helyen végzett jelöltre, David Davisre adott szavazatok több mint kétszereség kapta: 134 446-ot (Davis 64 398-at). Cameron mélyreható változásokat ígért a Konzervatív Párt gondolkodásában, viselkedésében és arculatában, és elmozdulást a közép felé a párt addigi kemény jobboldali vonalától. Habár nézetei valószínűleg balra állnak a párt tagjainak gondolkodásától és igyekezett a pártot vonzóbbá tenni a fiatal, szociálliberális szavazók számára, hangsúlyozta tiszteletét a korábbi miniszterelnök Margaret Thatcher iránt, bár a "thatcherista" jelzőt nem fogadta el.
A 2006-os év jórészében ls 2007 elején a közvéleménykutatások a Munkáspárt előnyét mutatták. A támogatottsági ráták 2007 nyarától változékonyabbá váltak, miután Gordon Brown lett a miniszterelnök. Októbertől a közvéleménykutatások a konzervatívok vezetését mutatták és következő év májusában – miután a gazdaság recesszióba csúszott és egy héttel a helyi önkormányzati választások után – a The Sun című újság megbízásából készült YouGov felmérés a konzervatívok 26 százalékpontos vezetését mutatta ki a Munkáspárttal szemben, ami a legnagyobb előnyük volt 1968 óta. A konzervatívok London polgármesteri székét is megszerezték májusban: Boris Johnson a hivatalban lévő polgármester, Ken Livingstone ellen győzött.
A konzervatív előny fennmaradt a 2010. május 6-án tartott választásokig ezután eltelő csaknem három évben, bár 2010 fordulójára kevesebb, mint 10 százalékpontra csökkent. A választások kisebbségi parlamenthez vezettek: a konzervatívok szerezték a legtöbb, 306 mandátumot, de ez 19-cel kevesebb volt a parlamenti többségnél. Öt nappal később Gordon Brown miniszterelnök lemondott, David Cameront nevezték ki miniszterelnöknek és a Konzervatív Párt koalícióra lépett a Liberális Demokratákkal. Ez lett az Egyesült Királyság első koalíciós kormánya a második világháború óta. (Az 1977-es Lib-Lab Paktum nem koalíció volt, csak együttműködés.)

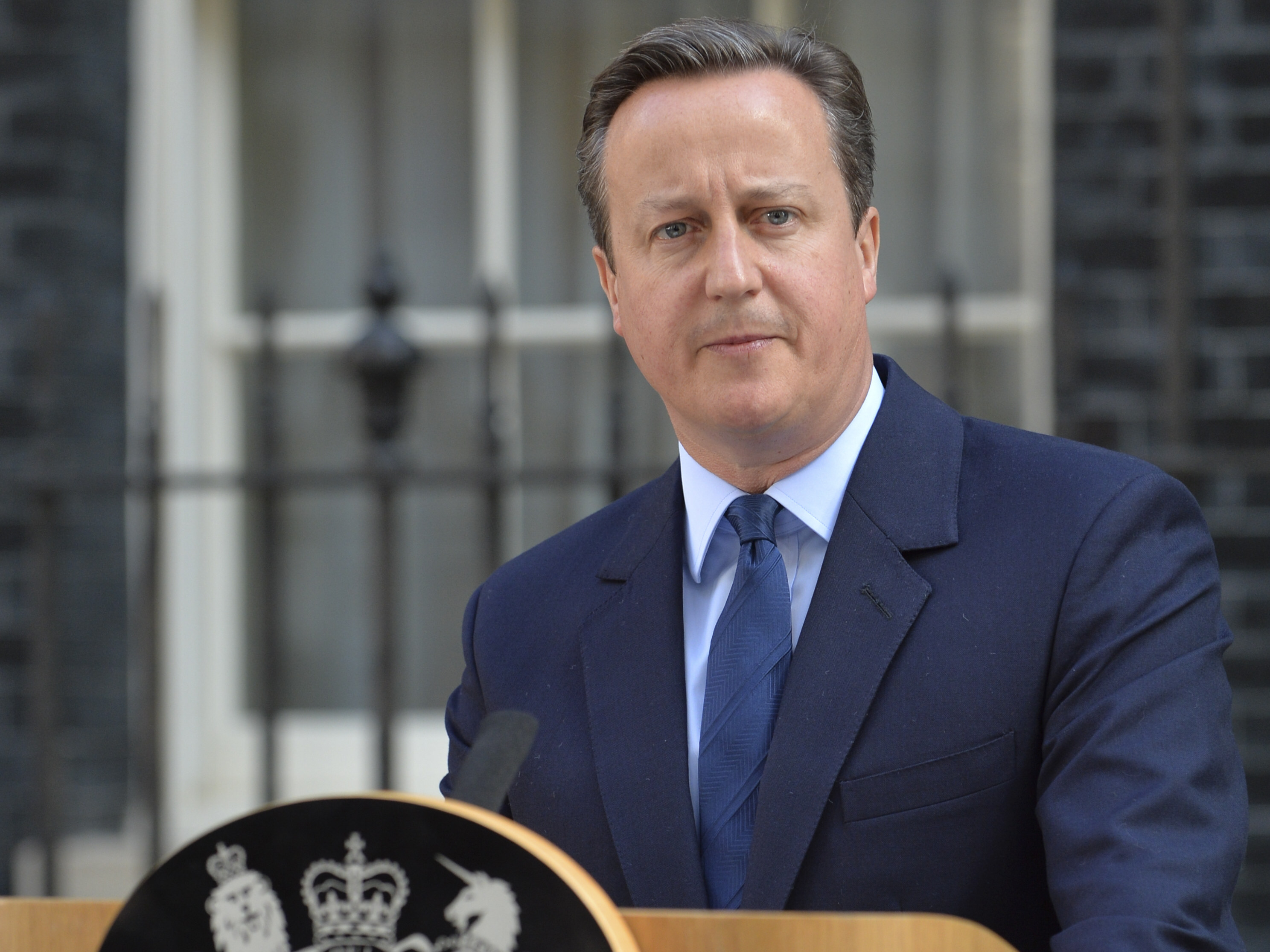
David Cameron bejelenti lemondását. 2016. június 24.

A 2015-ös választásokon David Cameron győzelemre vezette a konzervatívokat és így új kormányát már a liberális demokraták nélkül alakította meg. A párt 332 mandátumot szerzett ezzel 24 mandátummal növelte képviselői helyét. Cameron 2016-ban valósította meg azt a választási ígéretét, hogy amennyiben a konzervatív párt nyeri a választásokat népszavazást fognak tartani az ország európai uniós tagságáról. Erre a választásra 2016. június 23-án került sor. A népszavazásnak a konzervatív párt maga is megosztottan kezdett neki. Bár a kormányfő a bennmaradás mellett kampányolt a párt néhány vezéralakja mint Boris Johnson londoni polgármester a kilépés mellett foglalt állást. A népszavazás végül a kilépők többségével zárult. 
| Népszavazás az Egyesült Királyság EU-tagságáról 2016. június 23. |                             |                            |
|                                                                  | Száma                       | Aránya                     |
| Szavazásra jogosultak                                            | 46 500 001                  | 100%                       |
| Szavazók - ebből érvényes - ebből érvénytelen                    | 46 500 00133 551 983 25 359 | 72,21% (100%) 99,92% 0,08% |
|                                                                  | Szavazatok                  |                            |
| Száma                                                            | Aránya                      |                            |
| Kilépés                                                          | 17 410 742                  | 51,89%                     |
| Maradás                                                          | 16 141 241                  | 48,11%                     |
| Összesen                                                         | 33 551 983                  | 100%                       |

A szavazás végeredménye miatt David Cameron bejelentette lemondását a miniszterelnöki és a pártelnöki tisztségről.

### Theresa May
A brexit népszavazás után a leköszönt Cameron helyét a korábbi belügyminiszter Theresa May vette át. Ezzel ő lett az egyesült királyság második női miniszterelnöke. May kormányzása alatt kezdődtek meg a brexit tárgyalások. Ennek megerősítésére May előrehozott választásokat javasolt amelyre 2017. június 8-án került sor. A választáson a May vezette konzervatív párt elveszítette parlamenti többségét.
Miután a 2019-es európa parlamenti választások után Theresa May lemondott, posztját ügyvezető miniszterelnökként töltötte be.  A Konzervatívok vezetőválasztásának utolsó fordulójába Boris Johnson volt külügyminiszter és Jeremy Hunt akkori külügyminiszter jutott be.

### Boris Johnson
Ezután a Konzervatív Párt új elnökét a mintegy a 160 ezer fős tagság választotta meg, levélszavazással. Az ismert ütemterv szerint kettejük közül kerül k majdi a Konzervatív Párt következő vezetője. A győztes a július 22-val kezdődő héten veheti majd át a pártvezetői tisztséget, majd ezután kell tájékoztatni kormányalakítási szándékáról II. Erzsébet királynőt.
2019 júliusában Boris Johnson volt külügyminiszter és London polgármestere a szavazatok 66%-ával legyőzte Jeremy Hunt külügyminisztert a Konzervatív Párt így Boris Johnson azanpa Konzervatívok vezetője, másnap pedig az Egyesült Királyság miniszterelnöke lett
Johnson 2019. szeptember 3-án elvesztette többségét az alsóházban, amikor a volt igazságügyi miniszter, Phillip csatlakozott a Liberális Demokratákhoz, ezután több mint 21 Konzervatív Párti képviselő döntött úgy, hogy nem fognak Johnson mellett szavazni, aki szerintük a "populizmussal megfertőzte a Konzervatív Pártot", így Johnson lett az első olyan brit miniszterelnök, aki a legelső alsóházi szavazásról vesztesen került ki.
Johnson később benyújtott egy indítványt, miszerint a Brexitnek október 31-én kellene megtörténnie, ezt a törvényjavaslatát leszavazták. Johnson később ismét benyújtott egy másik javaslatot, most egy új választás kiírásáról, amit, a Konzervatívok és a Munkáspárt, Jeremy Corbyn vezetésével meg is szavazott, annak reményében, hogy megnyerhetik a választást. A december 12-én tartott általános választásokon Johnson konzervatívjai 80 mandátummal többet szereztek a parlament alsóházában, mint 2017-ben. A Munkáspárt nem szenvedett még akkora vereséget, mint amilyet a 2019-es választáson, ilyen rossz eredményt utoljára 1983-ban kaptak, a Michael Foot vezetése alatt volt.

### Liz Truss
A 2022 júliusi brit kormányválság után Boris Johnson lemondott miniszterelnöki, és pártvezetői posztjáról, így július 13-án megkezdődött a két tisztségért folyó párton belüli tisztújító választás. A szeptember 5-én nyilvánosságra hozott eredményei alapján a pozíciókat Liz Truss külügyminiszter tölthette be, beiktatására egy nappal később, szeptember 6-án került sor.
II. Erzsébet királynő halála mindössze két nappal Truss miniszterelnöksége után következett be, így ő lett az utolsó kormányfő, akit a királynő kinevezett. Az ezt követő gyászidőszak során Truss találkozott az új királlyal, III. Károllyal, akit elkísért számos megemlékezésre országszerte.
A Trussonomics nevű gazdasági stratégiája a megélhetési költségek válságára válaszul hozott rendeleteket, ideértve az adócsökkentéseket, és az energiaárak árplafonjának meghatározását tartalmazta. Adócsökkentéseit azonban komoly kritika érte, mivel a magasabb keresetűek számára sokkal nagyobb hasznot hozott, az alacsony keresetűek helyzetén pedig szinte semmit sem változtatott. Truss pénzügyminisztere, Kwasi Kwarteng által megtervezett „Mini Budget”(miniköltségvetés) bevezetésének hírére a piacok rosszul reagáltak, így a szeptember 26-i bejelentést követően a font bezuhant, elérve az 1:1,03-as GBP/USD szintet. Ezek után Trussra folyamatos párton belüli és kívüli nyomás nehezedett, ezért Kwartenget menesztette, helyére Jeremy Huntot kinevezve, aki az összes "Mini Budget"-tal kapcsolatos intézkedést kivétel nélkül visszavonta. A Kwarteng-féle költségvetés eltűntetése ellenére a Konzervatív Párt népszerűsége tovább zuhant, elérve a 14%-os szintet így Truss 2022. október 20-án bejelentette, hogy távozik mind miniszterelnöki, mind pártvezetői posztjáról.

### Rishi Sunak
Truss lemondását követően újabb vezetőválasztás kezdődött, 100 mandátumra emelték a jelölési küszöböt (értsd: egy jelöltet 100 képviselőnek kell támogatnia, hogy indulhasson). Egyedül két jelentkező volt a posztra, Rishi Sunak és Penny Mordaunt személyében, miután, a spekulációkkal ellentétben, Boris Johnson október 23-án bejelentette, hogy nem tervez visszatérni. Október 24-én Mordaunt visszalépett, a választás így Sunak győzelmével zárult.
2022 november-decemberi közvélemény-kutatások szerint a Munkáspárt jóval megelőzte a Konzervatívokat. Chris Hopkins, a Savanta ComRes munkatársa szerint a Munkáspárt továbbra is magabiztosan többséget szerezne egy esetleges választáson. 2022 decemberében a Konzervatívok vereséget szenvedtek a chesteri, majd két héttel később a stretfordi és urmstoni időközi választásokon, a Munkáspárt mindkét esetben jelentősen növelhette szavazatarányát.

## A Konzervatív Párt ma

### Jelenlegi politikája

#### Az Unióról
A Konzervatív Párt támogatja az Egyesült Királyság Uniójának feltartását és ellenzi az angol, skót és walesi önállósodási törekvéseket. A párt jelenlegi feje, David Cameron ki is mondta, hogy hajlandó mindent megtenni "hogy két országunkat egyben tartsuk" (Angliára és Skóciára utalva).
A Konzervatív Párton belül egymással ellentétes álláspontok léteztek a parlamenti hatáskörök devolúciója (területi alapú decentralizációja) kérdésében. Az 1997-es népszavazások során ellenezték Wales és Skócia devolúcióját, Észak-Írországét azonban támogatták. 2004-ben ellenezték az akkori kormány szándékát Északkelet-Anglia (North East England) devolúciójára, és az erről szóló népszavazás kudarcot is vallott. Mivel azonban a skót parlament és a walesi nemzetgyűlés már létezik, a Konzervatívok ígéretet tettek, hogy nem fogják megszüntetni őket. Nemrégiben a Konzervatívok besoroltak egy javaslat mögé – ez még nem politika, csak javaslat – amely szerint a csak Angliát érintő ügyekben csak az angol képviselők szavaznának az Egyesült Királyság parlamentjében. (Lásd: West Lothian kérdés.)

#### Gazdaságpolitika
Az 1992-es Fekete szerda – amikor fontmilliárdokat költöttek el eredménytelenül, hogy benntartsák a font sterlinget az európai árfolyam-mechanizmusban – komoly csapást mért a pártnak arra a reputációjára, hogy a gazdaságpolitikában felelősen jár el. Mindez, együtt az 1990-es évek elejének recessziójával jó alapot szolgáltatott a munkáspárti Tony Blairnek és az akkori árnyék-pénzügyminiszter Gordon Brownnak arra, hogy jobb gazdaságpolitikát ígérjenek.
Egy szilárdnak bizonyult konzervatív párti gazdaságpolitikai elv az európai közös fizetőeszközhöz, az euróhoz való csatlakozás ellenzése. Az 1992-es maastrichti szerződéstárgyalásai során John Major miniszterelnök elérte, hogy az Egyesült Királyságnak ne legyen kötelezettsége az euróhoz való csatlakozásra. Ezt Major annak ellenére tette, hogy saját kabinetjének több tagja – köztük Kenneth Clarke az euróhoz való csatlakozást támogatták. Miután az 1997-es vereséget követően Major lemondott, mind a négy utódja a párt élén – köztük David Cameron – szilárdan kitartott az eurócsatlakozás ellenzése mellett. Ez népszerű politika, bár a brit szavazók alapvetően kis jelentőséget tulajdonítanak az Európával kapcsolatos kérdéseknek szemben az oktatás, az egészségügy, a bevándorlás és a bűnözés fontosnak tartott kérdéseivel.
Az 1997-es munkáspárti választási győzelem után az immár ellenzéki konzervatívok ellenezték, hogy a központi bank, a Bank of England jogot kapjon a kamatok önálló megállapítására. Ezt azon az alapon bírálták, hogy ez az első lépés lehet a font sterling megszüntetése és az euró bevezetése felé. Üzleti körökben azonban népszerű volt a bank függetlenségének megteremtése, mivel ez segíthet alacsonyan tartani az inflációt. A Konzervatívok 2000 elején végül elfogadták ezt a munkáspárti politikát.
David Cameron alatt a Konzervatív Párt újragondolta véleményét az adózás kérdéseiről, megtartva azt az alapelvet, hogy csökkenteni kell a közvetlen adókat, ugyanakkor amellett érvelve, hogy az országnak "dinamikus és versenyképes" gazdaságra van szüksége és a növekedés hozadékát meg kell osztani "az adócsökkentés és a több közberuházás" között.
A 2008-2009-es világválság beköszöntével a konzervatívok nem zárták ki az adóemelés szükségességét és azt mondták, nehéz lenne lejjebb vinni a személyi jövedelemadó 50 százalékos legfelső kulcsát. Ehelyett a társadalombiztosítási befizetések csökkentését és az állami kiadások csökkentését tartották célszerűnek.
Az adócsökkentés és az alacsony adózási kötelezettségvállalások mellett a Konzervatív Párt a 2010-ben indult megszorító program révén jelentősen csökkentette a kormányzati kiadásokat. Ez a program egyre népszerűtlenebbé vált, és ennek eredményeként a 2019-es választási kampány során a jelenleg hivatalban lévő konzervatív miniszterelnök Boris Johnson bejelentette a megszorítások végét,azzal az ígéretével, hogy 20 000 rendőrrel növelik az Egyesült Királyság Rendőrségének taglétszámát, és jelentősen felnövelik az állami befektetéseket az NHS-ben.

## Választási eredményei
A táblázat a Konzervatív Párt eredményeit mutatja az 1835 óta rendezett általános választásokon.
| Év            | Szavazatok | Voksok % | Mandátumok | +/- | Státusz                                     |
| ------------- | ---------- | -------- | ---------- | --- | ------------------------------------------- |
| 1835          | 261,269    | 40,8%    | 273 / 658  | ÚJ  | Ellenzék                                    |
| 1837          | 379,694    | 48,3%    | 314 / 658  | 41  | Ellenzék                                    |
| 1841          | 379,694    | 56,9%    | 367 / 658  | 53  | Kormánypárt                                 |
| 1847          | 205,481    | 42,7%    | 325 / 656  | 42  | Ellenzék                                    |
| 1852          | 311,481    | 41,9%    | 330 / 654  | 5   | Kormánypárt                                 |
| 1857          | 239,712    | 34,0%    | 264 / 654  | 66  | Ellenzék                                    |
| 1859          | 193,232    | 34,3%    | 298 / 654  | 35  | Ellenzék                                    |
| 1865          | 346,035    | 40,5%    | 289 / 658  | 9   | Ellenzék                                    |
| 1868          | 903,318    | 38,4%    | 271 / 658  | 18  | Ellenzék                                    |
| 1874          | 1,091,708  | 44,3%    | 350 / 652  | 79  | Kormánypárt                                 |
| 1880          | 1,462,351  | 42,5%    | 237 / 652  | 113 | Ellenzék                                    |
| 1885          | 2,020,927  | 43,5%    | 247 / 670  | 10  | Ellenzék                                    |
| 1886          | 1,520,886  | 51,1%    | 317 / 670  | 70  | Konzervatív-Liberális Unionista kormány     |
| 1892          | 2,159,150  | 47,0%    | 268 / 670  | 49  | Ellenzék                                    |
| 1895          | 1,894,772  | 49,0%    | 340 / 670  | 72  | Konzervatív-Liberális Unionista kormány     |
| 1900          | 1,767,958  | 50,3%    | 335 / 670  | 5   | Konzervatív-Liberális Unionista kormány     |
| 1906          | 2,422,071  | 43,4%    | 131 / 670  | 204 | Ellenzék                                    |
| 1910 január   | 3,104,407  | 46,8%    | 240 / 670  | 109 | Ellenzék                                    |
| 1910 december | 2,420,169  | 46,6%    | 235 / 670  | 5   | Ellenzék                                    |
| 1918          | 3,472,738  | 33,3%    | 379 / 707  | 144 | Konzervatív-Liberális koalíció              |
| 1922          | 5,294,465  | 38,5%    | 344 / 615  | 35  | Kormánypárt                                 |
| 1923          | 5,286,159  | 38,0%    | 258 / 625  | 96  | Kisebbségi kormánypárt                      |
| 1924          | 7,418,983  | 46,8%    | 412 / 615  | 154 | Kormánypárt                                 |
| 1929          | 8,252,527  | 38,1%    | 260 / 615  | 152 | Ellenzék                                    |
| 1931          | 11,377,022 | 55,0%    | 470 / 615  | 210 | Kormánypárt                                 |
| 1935          | 10,025,083 | 47,8%    | 385 / 615  | 85  | Nemzeti Kormány (konzervatív)               |
| 1945          | 8,716,211  | 36,2%    | 197 / 640  | 188 | Ellenzék                                    |
| 1950          | 11,507,061 | 40,0%    | 282 / 625  | 85  | Ellenzék                                    |
| 1951          | 13,724,418 | 48,0%    | 302 / 625  | 20  | Kormánypárt                                 |
| 1955          | 13,310,891 | 49,7%    | 324 / 630  | 22  | Kormánypárt                                 |
| 1959          | 13,750,875 | 49,4%    | 345 / 630  | 23  | Kormánypárt                                 |
| 1964          | 12,002,642 | 43,4%    | 298 / 670  | 47  | Ellenzék                                    |
| 1966          | 11,418,455 | 41,9%    | 250 / 630  | 48  | Ellenzék                                    |
| 1970          | 13,145,123 | 46,4%    | 330 / 630  | 80  | Kormánypárt                                 |
| 1974 február  | 11,872,180 | 37,9%    | 297 / 635  | 33  | Ellenzék                                    |
| 1974 október  | 10,462,565 | 35,8%    | 277 / 635  | 20  | Ellenzék                                    |
| 1979          | 13,697,923 | 43,9%    | 339 / 635  | 62  | Kormánypárt                                 |
| 1983          | 13,012,316 | 42,4%    | 397 / 650  | 65  | Kormánypárt                                 |
| 1987          | 13,760,935 | 42,2%    | 376 / 650  | 21  | Kormánypárt                                 |
| 1992          | 14,093,007 | 41,9%    | 336 / 651  | 40  | Kormánypárt                                 |
| 1997          | 9,600,943  | 30,7%    | 165 / 659  | 171 | Ellenzék                                    |
| 2001          | 8,357,615  | 31,7%    | 166 / 659  | 1   | Ellenzék                                    |
| 2005          | 8,785,941  | 32,4%    | 198 / 646  | 32  | Ellenzék                                    |
| 2010          | 10,704,647 | 36,1%    | 306 / 650  | 108 | Koalíció Konzervatívok-Liberális Demokraták |
| 2015          | 11,334,920 | 36,9%    | 330 / 650  | 24  | Kormánypárt                                 |
| 2017          | 13,636,690 | 42,3%    | 317 / 650  | 13  | Kisebbségi kormány, DUP támogatás           |
| 2019          | 13,966,451 | 43,6%    | 365 / 650  | 47  | Kormánypárt                                 |
| 2024          | 6,827,112  | 23,7%    | 122 / 650  | 251 | Ellenzék                                    |

## Fordítás
- Ez a szócikk részben vagy egészben  a   Conservative Party (UK) című angol Wikipédia-szócikk ezen változatának fordításán alapul.  Az eredeti cikk szerkesztőit annak laptörténete sorolja fel. Ez a jelzés csupán a megfogalmazás eredetét és a szerzői jogokat jelzi, nem szolgál a cikkben szereplő információk forrásmegjelöléseként.

### Hivatalos párthonlapok
- Conservative Party
- Conservatives.tv
- Conservatives in Northern Ireland Archiválva 2007. február 3-i dátummal a Wayback Machine-ben
- Conservatives in Scotland
- Conservatives in Wales
- Conservative Future
- Conservatives Abroad

### Egyéb
- conservative-party.net – Conservative website directory
- Guardian Politics – Special Report: Conservative Party
- The Thatcher legacy 1979-2009 – International conference
- Konzervatív Párt (Egyesült Királyság) az Open Directory Project-ben